# Ryōko Hirosue
Ryōko Hirosue (広末涼子?, Hirosue Ryôko; Kōchi, 18 luglio 1980) è un'attrice e cantante giapponese, che in Occidente ha raggiunto la popolarità grazie al film Wasabi, prodotto da Luc Besson, in cui interpreta il ruolo di Yumi.

## Filmografia parziale
- Wasabi, 2001
- Departures, 2008
- Goemon, 2009

### Televisione
- 2015: Ouroboros

| Anno                             | Dorama                                                | Ruolo assunto    |
| -------------------------------- | ----------------------------------------------------- | ---------------- |
| 2012                             | Kagi dorobō no mesoddo                                | Kanae Mizushima  |
| 2011                             | Jūichinin mo iru!                                     | Megumi Sanada    |
| 2010                             | Ryōmaden                                              | Kao Hirai        |
| 2009                             | Mr. Brain                                             |                  |
| 2009                             | Triangle                                              | Sachi            |
| 2008                             | Yasuko to Kenji                                       | Erika Tsubaki    |
| 2006                             | Ai to shi wo mitsumete                                | Miko             |
| 2005                             | Slow Dance                                            | Mino Koike       |
| 2003                             | Moto Kare                                             | Makoto Saeki     |
| 2003                             | Ushinawareta Yakusoku                                 |                  |
| 2002                             | Ai Nante Irane Yo, Natsu                              | Takazono Ako     |
| 2002                             | Otousan                                               | Makoto Shindo    |
| 2001                             | Dekichatta Kekkon/Shotgun Marriage                    | Chiyo Kotani     |
| 2000                             | Oyaji                                                 | Suzu             |
| 2000                             | Summer Snow                                           | Yuki Katase      |
| 1999                             | Lipstick                                              | Ai Hayakawa      |
| 1998                             | Seikimatsu no uta: Konoyo no hate de ai o utau shoujo | Sumire Ogawa     |
| 1998                             | Sekai de ichiban papa ga suki                         |                  |
| 1998                             | Seija no koushin                                      | Arisu Tsuchiya   |
| 1997                             | Beach Boys (serie televisiva)                         | Makoto Izumi     |
| 1997                             | Boku ga boku de aru tame ni                           |                  |
| 1996                             | Konna watashi ni dare ga shita                        |                  |
| 1996                             | Shota no sushi                                        | Miharu Sekiguchi |
| 1996                             | Long Vacation                                         | Takako Saito     |
| 1996                             | Maho no kimochi / Mokuyou no kaidan                   |                  |
| 1995                             | Sashow taeko saigo no jiken                           |                  |
| 1995                             | Heart ni S                                            |                  |
| Miracle World - 10th Anniversary |                                                       |                  |

## Album musicali
- RH Singles, prodotto dalla Wea
- Private, 1999, prodotto dalla Wea
- RH Remix, 2001, prodotto dalla Wea
- Kajitsu, 2001, prodotto dalla Wea
- RH Singles, 2006, prodotto da Wea/Warner
- Hirosue Ryoko Perfect Collection, 2007, prodotto dalla Wea
- Mataschi oma laika, 2009, prodotto dalla Wea